# Pfarrkirche Mannersdorf an der March

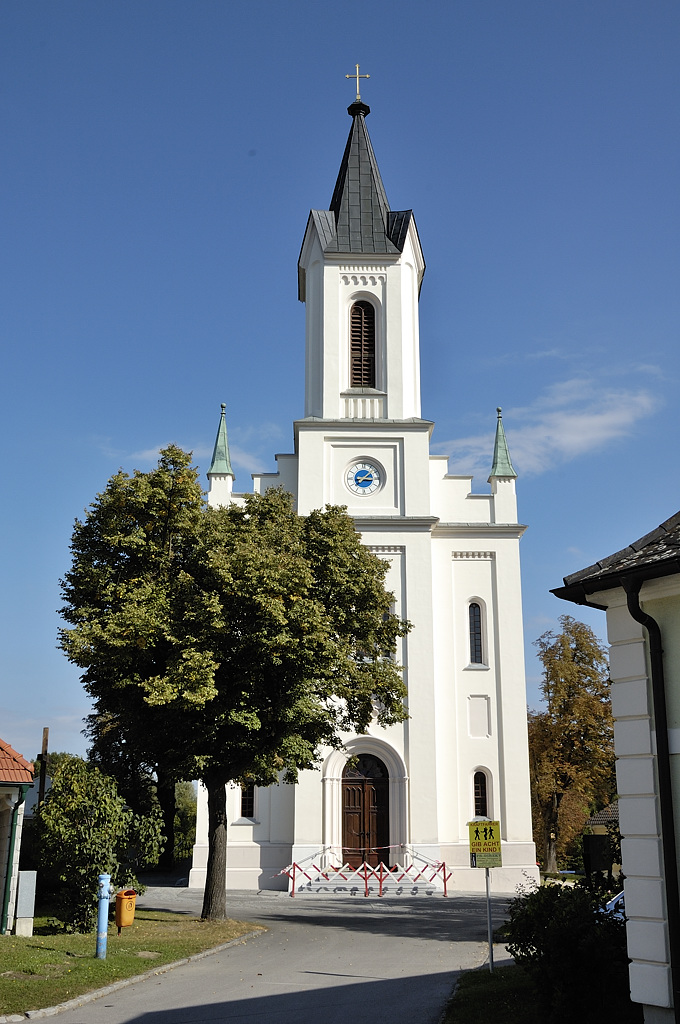
Kath. Pfarrkirche hl. Agatha in Mannersdorf an der March

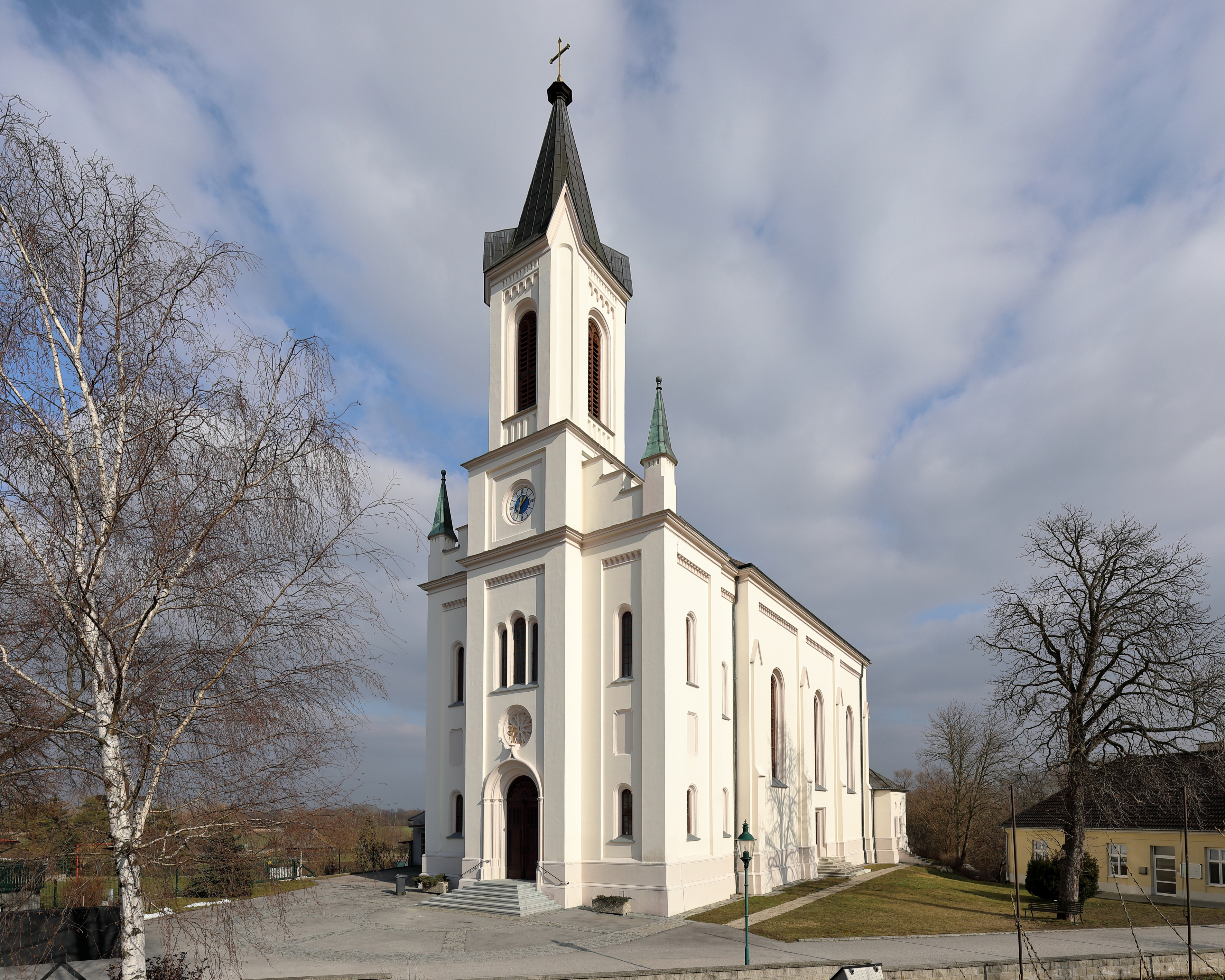
Westansicht der Pfarrkirche

Die römisch-katholische Pfarrkirche Mannersdorf an der March steht weithin sichtbar im Osten des niederösterreichischen Ortes Mannersdorf in der Marktgemeinde Angern an der March. Die auf die heilige Agatha geweihte Kirche gehört zum Dekanat Gänserndorf im Vikariat Unter dem Manhartsberg der Erzdiözese Wien. Die Kirche steht unter Denkmalschutz.

## Geschichte
Die weithin sichtbare frühhistoristische Kirche wurde 1863 anstelle eines barocken Vorgängerbaues errichtet. 1867 wurde Mannersdorf eine eigenständige Pfarre.

## Beschreibung
Der streng gegliederte Bau mit neoromanischen Fassadenelementen hat eine hochgezogene, dreigeschoßige Westturmfassade, ein mächtiges Satteldach, hohe Rundbogenfenster innerhalb einer Bändergliederung, ein Rundbogenfries in der Gesimszone und einen wenig eingezogenen Chor. Der Turm wird von einem hohen Spitzhelm bekrönt.
Das weite, dreijochige Langhaus hat Kreuzrippengewölbe zwischen Gurtbögen und kräftigen Wandpfeilern. Die dreiteilige Orgelempore ist kreuzgratunterwölbt. Der wenig erhöhte Chor mit Dreiachtelschluss verfügt über ein Kreuzrippengewölbe auf Runddiensten. Am Triumphbogen ist ein mit „1867“ und „Arthur Sühs“ bezeichnetes Fresko mit einer Darstellung des Weltgerichts zu sehen. Die Glasfenster der Kirche stammen aus dem Jahr 1909.
Die einheitliche, überwiegend neugotische Einrichtung wird in die zweite Hälfte des 19. Jahrhunderts datiert. Der Hochaltar hat über seiner neugotischen Mensa einen niedrigen Retabelaufbau mit zentralem Tabernakel, bekrönt von einer Kreuzigungsgruppe und darüber an der Schlusswand das Altarblatt hl. Agatha. Der neugotische Seitenaltar ist ein dreiteiliger Nischenaltar mit zentralem Altarblatt Herz Jesu, darüber an der Schrägung des Triumphbogens einem Bild der heiligen Familie und Seitenfiguren der Hll. Joachim und Anna. Zur weiteren Ausstattung zählen eine Kanzel in historistischem Stil, eine 1850 gebaute Orgel mit 12 Registern und 2 Manualen, Figuren des hl. Johannes Nepomuk, Kreuzwegbilder aus der zweiten Hälfte des 19. Jahrhunderts und ein Gnadenbild in einer Rokokovitrine aus der zweiten Hälfte des 18. Jahrhunderts.